# (2070) Humason
(2070) Humason (1964 TQ) ist ein Asteroid des Hauptgürtels, der am 14. Oktober 1964 am Goethe-Link-Observatorium im Rahmen des Indiana Asteroid Programs entdeckt wurde.

## Benennung
Der Asteroid wurde nach dem US-amerikanischen Astronomen Milton Lasell Humason (1891–1972) benannt, der die größeren Rotverschiebungen im bahnbrechenden Hubble-Humason-Projekt nachwies. Er entdeckte 1961 den Kometen C/1961 R1 (Humason). Die Benennung wurde vom US-amerikanischen Astronomen Frank K. Edmondson (1912–2008) vorgeschlagen.